# Overprint

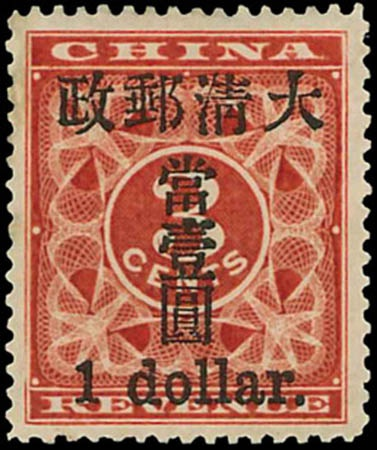
Um selo chinês de 1897 Red Revenue com pequenos caracteres overprint, "um dólar" foi vendido por HK$ 6,9 milhões em 2013.

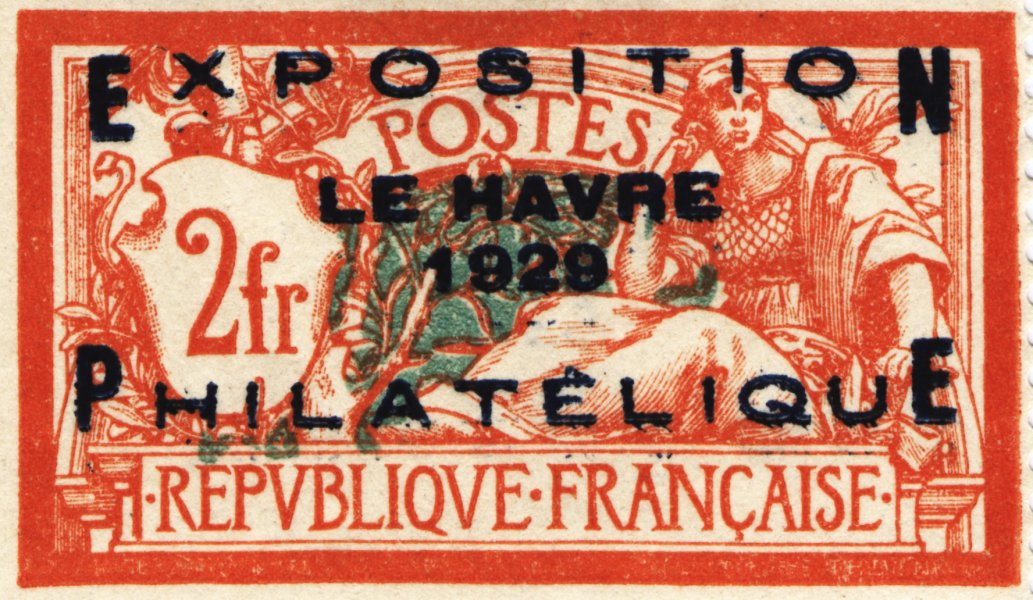
França, 1929: Sobreimpressão comemorativa para a Exposição Filatélica em Le Havre.

Overprint palavra em inglês que tem vários significados na língua portuguesa como: (impressão sobre; estampa; selo; excesso de cópias; estampar, imprimir sobre) muito utilizada em inglês nos países lusofonos para referir-se à impressão de um carimbo sobre notas de dinheiro ou em selos que tiveram seu valor modificado ou outras frases de identificação local.